# PGC 8568
LEDA/PGC 8568 ist eine Balken-Spiralgalaxie vom Hubble-Typ SBd im Sternbild Widder auf der Ekliptik. Sie ist schätzungsweise 162 Millionen Lichtjahre von der Milchstraße entfernt und bildet gemeinsam mit drei weiteren Galaxien die IC 1788-Gruppe (LGG 52).
Im selben Himmelsareal befindet sich u. a. die Galaxie NGC 857.

## IC 1788-Gruppe (LGG 52)
| Galaxie  | Alternativname | Entfernung / Mio. Lj |
| -------- | -------------- | -------------------- |
| NGC 857  | PGC 8455       | 154                  |
| IC 1783  | PGC 8455       | 147                  |
| IC 1788  | PGC 8649       | 154                  |
| PGC 8568 | ESO 415-010    | 162                  |